# 曹本
曹本（1508年—？），字子中，直隸廬州府無為州巢縣人，軍籍，明朝政治人物。

## 生平
嘉靖十三年（1534年）甲午科應天府鄉試第一百二十三名舉人。嘉靖二十九年（1550年）中式庚戌科會試第一百四名，三甲第一百一十名進士。官户部主事。

## 家族
曾祖曹亨，正統貢士，安邑知縣；祖父曹廣，虞城教諭 贈戶部主事；父曹琥，鞏昌知府 贈光祿寺卿。母張氏（封安人）。永感下。